# Jumash

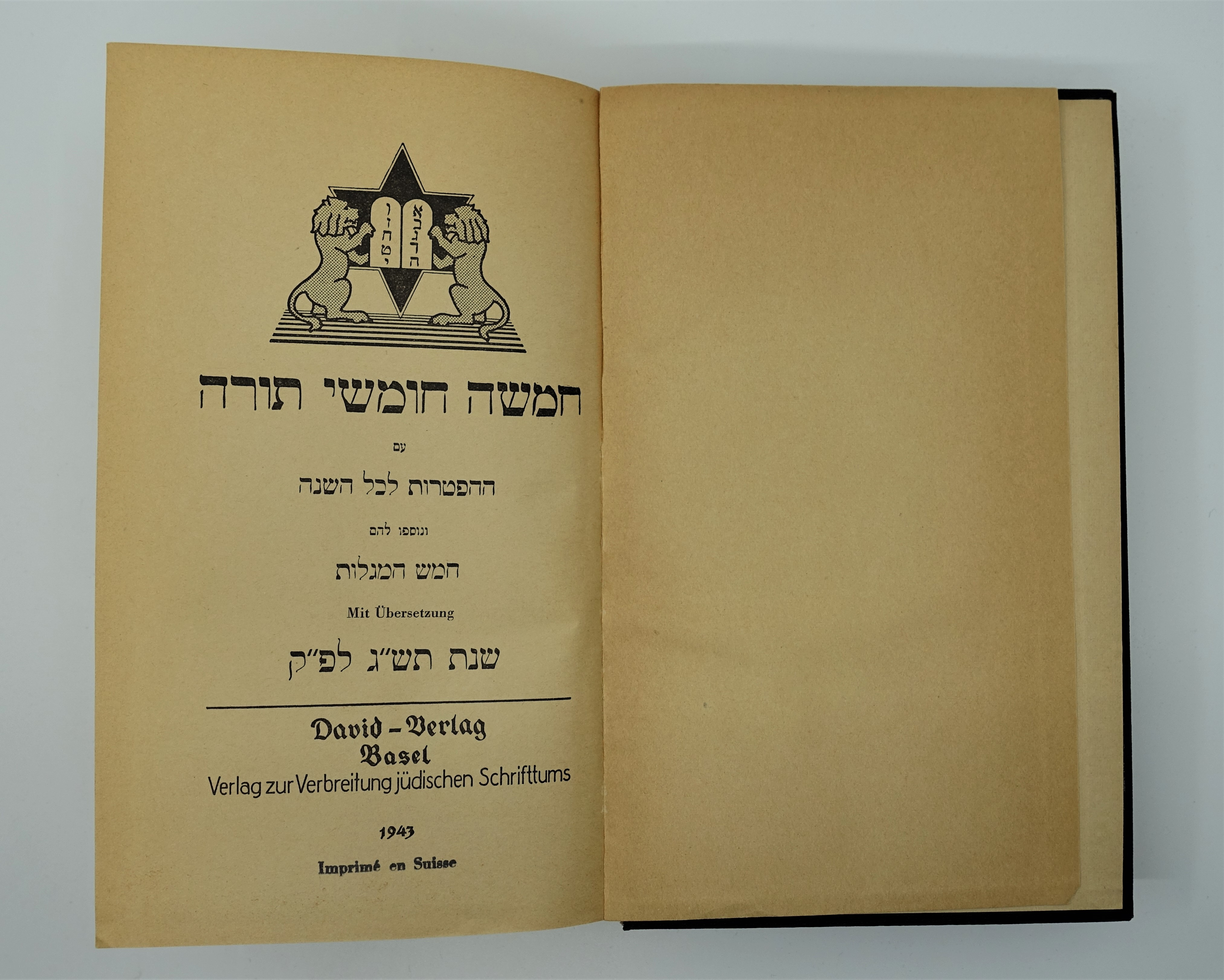
Jumash de Basilea, 1943, en la colección del Museo Judío de Suiza.

El Jumash (también Ḥumash; en hebreo: חומש‎) es la Torá escrita en formato de libro impreso (es decir un códice) en lugar de estar escrita en un rollo de la Torá hecho a mano. La palabra Jumash proviene de la palabra hebrea hamesh o Jamesh (חמש), que significa «cinco», siendo el número de libros de la Torá. La mayoría de las veces, el Jumash tiene una edición bilingüe traducida que contiene un comentario rabínico de la Torá sobre las lecturas semanales de la parashá y se complementa con los libros proféticos (la haftará y la meguilá). Las ediciones clásicas también contienen los comentarios de Rashi.
Un término más extendido para expresar el mismo significado es Jamishá Jumshé Torá, es decir, «cinco quintos de la Torá». También se le conoce por el término griego latinizado Pentateuco en las ediciones impresas comunes, aunque este último se refería en su origen a los «cinco rollos», siendo el formato original escrito a mano dividido en los cinco libros de la Torá.

## Origen y acepciones del término
La palabra Jumash puede ser una alteración vocal de jomesh, que significa «un quinto», en alusión a cualquiera de los cinco libros. Puesto que la palabra hebrea no tiene vocales (siendo el hebreo idioma consonántico), cuando escrito sin puntuación diacrítica, podría ser leída en varios sentidos, incluido el de Jumash. También podría considerarse como un singular retroformado de jumashim o jumshéi (las forma plural de jomesh). 
En la práctica de los primeros soferim (escribas de la Torá), había una distinción entre un Sefer Torá (lit. Libro de la Torá), que contenía todo el Pentateuco en un rollo de pergamino, y una copia de uno de los cinco libros por separado, que generalmente estaba encuadernado en forma de códice y tenía un grado menor de santidad. El término jomesh se aplica estrictamente a uno de estos, por lo que jomesh Bereshit significaría estrictamente «el quinto del Génesis». Sin embargo, fue interpretado posteriormente de forma errónea como Jumash, Bereshit (algo similar a «Pentateuco: Génesis»), como si Jumash fuera el nombre del conjunto y Bereshit el nombre de una de sus partes. Un fenómeno similar se producía con Tur y la totalidad de Arba Turim.[cita requerida]
En los códigos de la ley, como el Mishné Torá de Maimónides, se establece que cualquier copia del Pentateuco que no cumpla con las reglas estrictas para una Sefer Torá (por ejemplo, por no ser un rollo de pergamino o por contener signos vocálicos), tiene tan solo la misma santidad que una copia de un libro individual (jomesh). De esta manera, la palabra jomesh (o jumash) llegó a tener el sentido extendido de cualquier copia del Pentateuco que no fuera un Sefer Torá.

## Uso
La palabra jumash generalmente solo se refiere a las ediciones del Pentateuco encuadernadas en libros (antiguamente códices), mientras que la forma de rollo se sigue llamando Sefer Torá. No obstante, en la práctica judía moderna, el término puede llegar a referirse a cualquiera de los siguientes: 
- Un jumash impreso generalmente establece el texto hebreo de la Torá con niqud (puntos diacríticos) y taaméi mikrá (las marcas de cantilación que indican la «melodía» de la lectura), separado en las 54 porciones semanales constituyentes de la Torá (parashiyyot), junto con la haftará para cada parte y, a menudo, traducciones y notas.[5]
- Un jumash Rashi también contiene el tárgum de Onquelos y el comentario de Rashi, y puede o no tener una traducción vernácula del texto.
- Los Tikún Soferim y Tikún Korim que establecen, en columnas paralelas, el texto no vocalizado del Pentateuco de un lado (tal como aparecería en un rollo de la Torá), y el texto impreso «normal» del otro (tal como aparece en un jumash); a veces incluyen la haftará y las cinco meguilot. Sirven como ayuda para los soferim y para aquellos que se preparan para leer del Sefer Torá en la sinagoga (los korim).
- Un conjunto de varios volúmenes solo en hebreo, que a menudo incluye todo el Tanaj, muchas veces con notas masoréticas, targumim y varios comentarios clásicos. Se conoce como Mikraot Guedolot («Grandes Lecturas»).

## Versiones y publicaciones relevantes
- Jumash Gutnik con el tárgum de Onquelos, Rashi y comentarios del rebe de Lubavitch;
- The Pentateuch and Haftorahs, Londres 1937, conocido como el Jumash de Hertz, que contiene el comentario del antiguo rabino mayor británico Joseph Hertz;
- Jumash de Soncino, (primero de los 14 volúmenes de la serie Soncino Books of the Bible, ed. Abraham Cohen), que contiene notas que resumen los comentarios tradicionales (Mikraot Gedolot);
- Torah and the Haftarot, traducción de Philip Birnbaum (Hebrew Publishing Company, 1983. ISBN 0-88484-456-0);
- Jumash Etz Jaim (publicado por la Jewish Publication Society of America ISBN 0-8276-0712-1), asociado con el movimiento conservador;
- La Torá: una edición revisada de un comentario moderno, por W. Gunther Plaut (ed. Nueva York, Unión para el judaísmo reformista, 2006), asociado con el movimiento reformista estadounidense.